# Frankston (Texas)
Frankston es un pueblo ubicado en el condado de Anderson en el estado estadounidense de Texas. En el Censo de 2010 tenía una población de 1.229 habitantes y una densidad poblacional de 190,88 personas por km².

## Geografía
Frankston se encuentra ubicado en las coordenadas 32°3′26″N 95°30′16″O / 32.05722, -95.50444. Según la Oficina del Censo de los Estados Unidos, Frankston tiene una superficie total de 6.44 km², de la cual 6.43 km² corresponden a tierra firme y (0.2%) 0.01 km² es agua.

## Demografía
Según el censo de 2010, había 1.229 personas residiendo en Frankston. La densidad de población era de 190,88 hab./km². De los 1.229 habitantes, Frankston estaba compuesto por el 80.39% blancos, el 14.97% eran afroamericanos, el 0.33% eran amerindios, el 0.49% eran asiáticos, el 0% eran isleños del Pacífico, el 2.2% eran de otras razas y el 1.63% pertenecían a dos o más razas. Del total de la población el 3.82% eran hispanos o latinos de cualquier raza.